# Kid Speed
Kid Speed er en amerikansk stumfilm fra 1924 af Noel Mason Smith og Larry Semon.

## Medvirkende
- Dorothy Dwan som Lou DuPoise
- James J. Jeffries
- Oliver Hardy som Dan McGraw
- Frank Alexander som Mr. Avery DuPoise
- William Hauber som Phil O'Delfa
- Larry Semon
- Spencer Bell